# Pallamano Tavarnelle
La Pallamano Tavarnelle è una società italiana di pallamano di Barberino Tavarnelle (FI) fondata nel 1985.
Attualmente milita in Serie A Bronze, la terza serie del campionato italiano di pallamano maschile.

## Storia
La fondazione della società Pallamano Tavarnelle risale al 9 novembre 1985, quando un gruppo di “pionieri” dello sport ebbe il coraggio di stilare l'atto costitutivo; il primo presidente fu la Novara Maioli. Già nel 1985, sotto la guida di Francesco Serantoni, presero forma le squadre “allievi” e “ ragazzi” che parteciparono ai campionati regionali. 
La prima Squadra ha militato dapprima in serie D, poi in serie C fino ad arrivare alla prima promozione nel 2003 in serie B nazionale, sotto la direzione tecnica di Paolo Matteuzzi. La squadra otterrà addirittura un'altra promozione: dopo un campionato bellissimo, nel 2008, riesce a vincere la sfida con il Firenze La Torre e conquista per la prima volta un posto in serie A2 (il coach è Franco Toccafondi). La palestra Biagi però non è regolare per campionati nazionali, così si deve emigrare a San Giminiano. La serie A2 dura solo un anno: si torna in serie B per due stagioni. Nel 2010-11 la formazione, ancora guidata da Toccafondi, è fortissima e il Prato, diretto avversario, viene umiliato proprio nel suo palazzetto nella storica partita del 6 maggio 2011: è di nuovo serie A2 e di nuovo si dovrà giocare fuori dalle mura amiche. I campi saranno Scandicci e Borgo S.Lorenzo. L'obiettivo salvezza è però raggiunto con tranquillità e Tavarnelle resterà in A2 anche nel 2012-13.
La permanenza in Serie A2 culminerà nella storica promozione nella massima Serie di A1 al termine di una stagione 15-16 eccezionale: Tavarnelle, con i suoi ragazzi, entra nella storia.
La stagione 2016-17, vedrà giocare i bianco-verdi a Colle Val d'Elsa, al PalaFrancioli, una struttura bellissima, in attesa di una palestra adatta e con le misure giuste, ormai promessa troppe volte dai vari sindaci di Tavarnelle e Barberino.
Al primo anno la salvezza è conquistata. Nel secondo anno, Tavarnelle impatta nella riforma del campionato che diventerà a girone unico nazionale: troppo impegnativo e difficile ed è la retrocessione.
Dopo una forzata permanenza di un anno in Serie B, la stagione 2019-20 si apre con una riammissione alla Serie A2 tanto cercata, quanto meritata. Tavarnelle si fa onore di nuovo e, proprio quando è al massimo di rendimento e forma, con una salvezza ormai già conquistata sul campo, il ciclone Covid 19 si abbatte su tutto il mondo sportivo e colpisce anche la pallamano. Campionati prima sospesi, poi conclusi forzatamente.
Nella stagione successiva i problemi della pandemia costringono la società a ritirare la squadra dal campionato di A2 a gennaio.
Ripartita dalla B, la squadra domina il girone dell'Area 5 e torna immediatamente in A2.

## Rosa 2022-2023
| N° | Naz.                       | Ruolo | Sportivo            | Anno |  |  |
| -- | -------------------------- | ----- | ------------------- | ---- |  |  |
| 1  | Italia (bandiera)          | P     | Manuel Giotti       | 2005 |  |  |
| 12 | Italia (bandiera)          | P     | Mattia Ciani        | 1991 |  |  |
| 3  | Italia (bandiera)          | PV    | Edoardo Borgianni   | 1999 |  |  |
| 14 | Italia (bandiera)          | A     | Andrea Cavuoti      | 2001 |  |  |
| 15 | Italia (bandiera)          | A     | Giacomo Pelacchi    | 1999 |  |  |
| 17 | Rep. Dominicana (bandiera) | T     | Anthony Pichardo    | 1996 |  |  |
| 19 | India (bandiera)           | A     | Jassan Singh        | 1999 |  |  |
| 27 | Italia (bandiera)          | T     | Leonardo Del Mastio | 2002 |  |  |
| 46 | Italia (bandiera)          | PV    | Jacopo Magnagni     | 1999 |  |  |
| 57 | Italia (bandiera)          | T     | Tommaso Borgianni   | 2004 |  |  |
| 77 | Italia (bandiera)          | T     | Andrea Calosi       | 2003 |  |  |
| 83 | Italia (bandiera)          | PV    | Lorenzo Calosi      | 2001 |  |  |
| 91 | Italia (bandiera)          | T     | Andrea Nardi        | 2003 |  |  |
| 92 | Italia (bandiera)          | T     | Nicola Varvarito    | 1992 |  |  |
| 99 | Italia (bandiera)          | A     | Lorenzo Silei       | 2001 |  |  |

- Allenatore:  Matteo Pelacchi
- Vice allenatore:  Mattia Silei